# Zakir Baghirov (ministre)
Pour les articles homonymes, voir Zakir Baghirov et Baghirov.
Zakir Baghirov (en azéri : Zakir Nəriman oğlu Bağırov; né le 21 décembre 1929 à Choucha et mort le 31 mars 1989 à Bakou) est un homme d’état et politique soviétique, docteur en philosophie, professeur.

## Biographie
Il étudie à l'Institut d'aviation de Moscou. Cependant, une jambe cassée pendant le sport l'empêche de poursuivre sa carrière de pilote. Après son retour à Bakou, il décide de reprendre ses études après une longue période de traitement médical.
En 1953, Z. Baghirov est diplômé de l'Université d'État d'Azerbaïdjan. Il poursuit ses études à l'école doctorale de l'Institut de philosophie de l'Académie des sciences de l'URSS. Pendant le mandat de Zakir Baghirov en tant que ministre, l'École chorégraphique de Bakou est construite, le théâtre de la chanson est créé, les maisons-musées d'Uzeyir Hadjibeyov, Samed Vurgun et Djafar Djabbarly sont ouvertes et l'équipe de cirque azerbaïdjanaise est créée.
Zakir Baghirov se rend en Turquie en 1987 pour élargir les relations entre l'Union soviétique et la Turquie et rencontre le ministre de la Culture et du Tourisme Mesut Yilmaz.